# Daniel Vaca
Daniel Vaca Tasca (Santa Cruz de la Sierra, 3 de noviembre de 1978) es un exfutbolista boliviano que se desempeñaba como guardameta.

## Trayectoria

### Categoría inferiores
Se inició en uno de los equipos de su ciudad natal llamado Real Madrid, con el que obtuvo un campeonato organizado por la Academia Tahuichi Aguilera, la cual le otorgó una beca en la institución.

### Blooming
En 1999 fue descubierto por los ojeadores del Blooming, que decidieron incorporarlo al club, siendo tercer arquero.
Su debut en la primera división de Bolivia fue el 12 de diciembre, en la última jornada ante The Strongest, partido que terminó en empate 1-1. Debido a la poca continuidad que tuvo en el club y decidió dejar el equipo.

### Oriente Petrolero
En 2002 ficharía por Oriente Petrolero en busca de mayores oportunidades, sin embargo la titularidad le volvió a resultar esquiva.

### Destroyers
En 2004 Vaca se fue a Destroyers, club con el que consiguió el ascenso a Primera División, luego de ganar la Copa Simón Bolívar.

### Retorno a Blooming
Luego de tres años retornaría a Blooming en 2005. Decidió dejar el club luego de sumar solo dos partidos.

### San José y consolidación
En 2006 decidió fichar por San José. Esa temporada defendió la portería de San José, en un total de 33 partidos, con buenas actuaciones.
La siguiente temporada, Vaca continuó siendo el guardameta titular del equipo, consolidándose en el arco con 46 partidos. En el Torneo Clausura alcanzaron la final del campeonato frente a La Paz Fútbol Club, logrando el título. Vaca se convirtió en una de las figuras de su equipo que se proclamó campeón, luego de doce años de sequía. Para el siguiente año disputó la Copa Libertadores. Su debut en esta competición llegó en la primera fecha de fase de grupos, el 19 de febrero, ante el Guadalajara, partido que terminó 0-2 a favor del equipo  mexicano. El año 2009 es donde se destaca como uno de los mejores arqueros bolivianos, siendo uno de los principales referentes de su equipo.
Disputó su último partido defendiendo el arco de San José el 16 de noviembre ante Oriente Petrolero.

### Jorge Wilstermann
El 3 de enero de 2010 ficha por Jorge Wilstermann. Debuta en la primera fecha, el 6 de marzo, ante Bolívar perdiendo por 1-0.
Continuó desempeñándose en un nivel alto durante todo 2010. Wilstermann obtuvo el título del Torneo Apertura. Daniel fue titular en veinte encuentros de los veintidós que se jugaron. En el siguiente torneo continuaría siendo el arquero titular, al final del campeonato ocuparon la penúltima posición, descendiendo de categoría.

## Selección nacional
Fue internacional con la Selección de fútbol de Bolivia en 16 ocasiones.
| Selección        | Año              | Amistosos | Amistosos | Eliminatorias Mundialistas | Eliminatorias Mundialistas | Copa América | Copa América | Copa Mundial | Copa Mundial | Total | Total |
| Selección        | Año              | PJ        | G         | PJ                         | G                          | PJ           | G            | PJ           | G            | PJ    | G     |
| ---------------- | ---------------- | --------- | --------- | -------------------------- | -------------------------- | ------------ | ------------ | ------------ | ------------ | ----- | ----- |
| Absoluta         | 2010             | 3         | 0         | --                         | --                         | --           | --           | --           | --           | 3     | 0     |
| Absoluta         | 2011             | 1         | 0         | 1                          | 0                          | --           | --           | --           | --           | 2     | 0     |
| Absoluta         | 2012             | 1         | 0         | 1                          | 0                          | --           | --           | --           | --           | 2     | 0     |
| Absoluta         | 2013             | 1         | 0         | --                         | --                         | --           | --           | --           | --           | 1     | 0     |
| Absoluta         | 2014             | 1         | 0         | --                         | --                         | --           | --           | --           | --           | 1     | 0     |
| Absoluta         | 2015             | 1         | 0         | 4                          | 0                          | --           | --           | --           | --           | 5     | 0     |
| Absoluta         | 2016             | --        | --        | 1                          | 0                          | --           | --           | --           | --           | 1     | 0     |
| Absoluta         | 2019             | 1         | 0         | --                         | --                         | --           | --           | --           | --           | 1     | 0     |
| Absoluta         | Total            | 9         | 0         | 7                          | 0                          | 0            | 0            | 0            | 0            | 16    | 0     |
| Total en Bolivia | Total en Bolivia | 9         | 0         | 7                          | 0                          | 0            | 0            | 0            | 0            | 16    | 0     |

## Clubes
Actualizado al día 9 de febrero de 2022. 
| Club              | País    | Año         | Partidos |
| ----------------- | ------- | ----------- | -------- |
| Blooming          | Bolivia | 1999 - 2001 | 2        |
| Oriente Petrolero | Bolivia | 2002        | 3        |
| Destroyers        | Bolivia | 2003 - 2004 | 0        |
| Blooming          | Bolivia | 2005        | 2        |
| San José          | Bolivia | 2006 - 2009 | 140      |
| Jorge Wilstermann | Bolivia | 2010        | 45       |
| The Strongest     | Bolivia | 2011 - 2021 | 470      |
| Royal Pari        | Bolivia | 2022 - 2022 | 7        |

## Palmarés

### Títulos nacionales
| Título             | Club              | Año           |
| ------------------ | ----------------- | ------------- |
| Primera División   | Blooming          | 1999          |
| Copa Simón Bolívar | Destroyers        | 2004          |
| Primera División   | Blooming          | Apertura 2005 |
| Primera División   | San José          | Clausura 2007 |
| Primera División   | Jorge Wilstermann | Apertura 2010 |
| Primera División   | The Strongest     | Apertura 2011 |
| Primera División   | The Strongest     | Clausura 2012 |
| Primera División   | The Strongest     | Apertura 2012 |
| Primera División   | The Strongest     | Apertura 2013 |
| Primera División   | The Strongest     | Apertura 2016 |

### Disticiones individuales
- Es el segundo futbolista con más partidos disputados en la historia del The Strongest con un registro de 420 encuentros, siendo superado solo por Pablo Escobar quien sumo 438.

## Vida personal
Daniel esta casado con Marcela del Río Ossandon, con la que tiene cuatro hijos: Daniela, Gabrielle, Mathías y Adrián.